# Santa Isabel (Lisbonne)
Pour les articles homonymes, voir Santa Isabel.
Santa Isabel est une freguesia de Lisbonne.